# Računalna tomografija
Računalna tomografija ili skraćeno CT (engl. computed tomography) računalna je rekonstrukcija tomografirane ravnine tijela. Slikovna je radiološka metoda koja nam daje slojevni prikaz pregledavanog dijela tijela, a za nastanak slike rabi se ionizirajuće-rengensko zračenje.

## Princip rada
Princip rada temelji se na slabljenju ili atenuaciji rendgenskih zraka prolaskom kroz snimani dio tijela, do čega dolazi zbog apsorpcije i rasapa rendgenskih zraka. To slabljenje rtg zraka se izražava tzv. koeficijentom apsorpcije, a on ovisi o atomskom broju i elektronskoj gustoći tkiva, te energiji rtg zraka. Što je veći atomski broj i gustoća elektrona snimanog tkiva, to je veći koeficijent apsorpcije. Nakon prolaska kroz tkiva različitih organa, oslabljeno zračenje pada na detektore koji ga pretvaraju u električne signale proporcionalne atenuaciji snimanog objekta. 
Iz niza takvih projekcija nastalih za vrijeme rotacije rtg cijevi i detektora, složenim matematičkim algoritmima uz pomoć računala rekonstruira se slika objekta i prikazuje na ekranu u obliku matrice sastavljene od pixela.

## Vanjske poveznice
|  | Zajednički poslužitelj ima još gradiva o temi Računalna tomografija |